# Rock'n Roll (filme)
Rock'n Roll é um filme de comédia produzido na França e lançado em 2017, sob a direção de Guillaume Canet.